# La Adrada
La Adrada es un municipio y localidad española del sur de la provincia de Ávila, en la comunidad autónoma de Castilla y León. El término municipal cuenta con una población de 2796 habitantes (INE 2024) y la localidad tiene el título histórico de  villa.

## Etimología
El origen del nombre de la localidad es motivo de controversia entre varios autores. Algunos de ellos opinan que el origen del nombre se remonta a una tribu bereber mientras que para otros autores es una derivación —propiamente una forma sincopada— de apartada o arredada (salteada o retirada). Otras teorías apuntan a que debe su nombre a uno de sus habitantes llamado Ad-Rada.
Según especialistas en filología hispano-árabe, etimológicamente parece provenir del árabe "dâr" (dar vueltas, circular) o "dáur" que significa `turno´ o `vez´ en el mismo sentido de "adra" o contribución que se reparte entre un vecindario para "adrar" o repartir las aguas de riego. (Diccionario crítico-etimológico de Joan Corominas) y (Diccionario de la Real Academia Española)
En opinión de Riesco Chueca, el nombre de lugar se inscribe en una abundante familia de topónimos que aluden a elementos del paisaje recubiertos de hiedra, es decir, hedrados. Compárese con el frecuente Adrados (árboles o edificios cubiertos de hiedra), o con Ledrada, topónimo salmantino documentado como El Hedrada en 1470. En Zamora existe un Las Hedradas, pueblo rayano con Orense. La evolución desde un latín *ILLA HĔDĔRĀTA > Ledrada o Ladrada se explica por un fenómeno de la fonética sintáctica medieval, la frecuente sinalefa, que permite en este caso reducir el hiato a-e. En el caso de La Adrada, se ha producido una deglutinación o falso análisis del artículo.

## Símbolos
El escudo heráldico que representa al municipio fue aprobado oficialmente por decreto el 10 de septiembre de 1994. El blasón en el que se basa el escudo es el siguiente:

Escudo de forma española, cuartelado, primero de Dávalos, sobre campo de azur un castillo de oro, donjonado, almenado, mamposteado de sable y aclarado en gules, con bordura componada de plata y gules. Segundo, de Luna, que es de gules, creciente, ranversado y campaña de plata. Tercero, de Cueva, mantelado en curva, primero y segundo de oro con un palo de gules y el mantel de plata con un dragón de sinople. Cuarto, sobre campo de azur un castillo de oro, donjonado de tres donjones, el central más alto, aclarado en gules y terrazado de sinople. Sobre el todo, escusón en gules con torreón almenado a la gibelina de oro, aclarado en gules. Al timbre, Corona Real de España.
Boletín Oficial de Castilla y León nº 202 de 19 de octubre de 1994

## Geografía

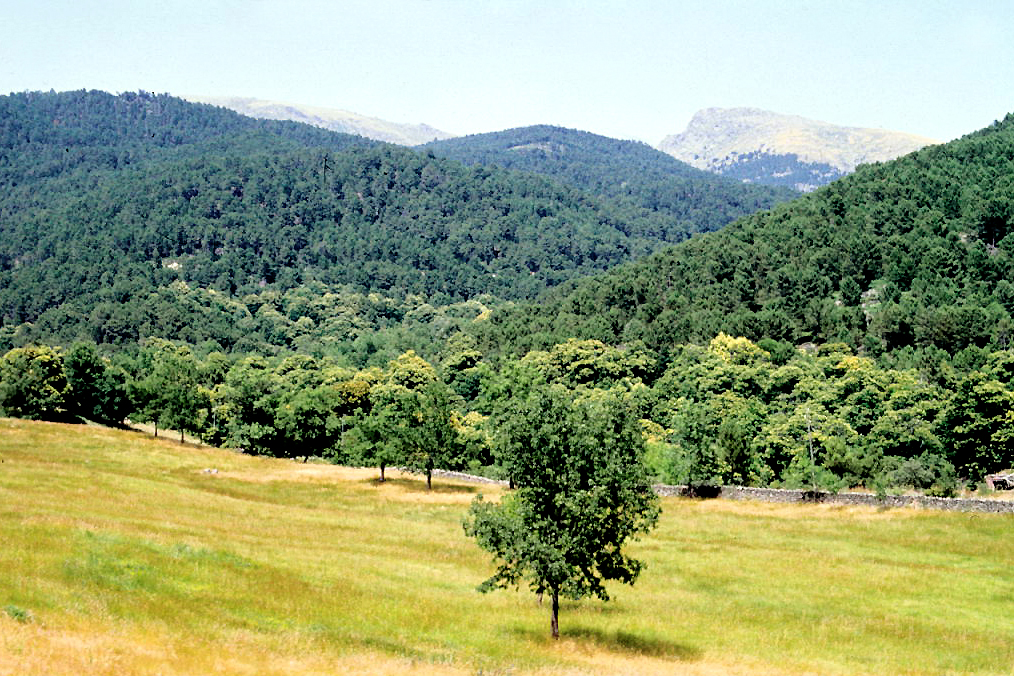
Paisaje en los alrededores de La Adrada (1978)

La localidad de La Adrada se encuentra en el macizo oriental de la sierra de Gredos, en el llamado valle del Tiétar a una altitud de 634 m sobre el nivel del mar.
El municipio delimita al sur con la localidad de La Iglesuela del Tietar y Fresnedilla, al oeste con Piedralaves, al este con Sotillo de la Adrada e Higuera de las Dueñas y al norte con Navaluenga y El Barraco.
| Noroeste: Navaluenga                       | Norte: Navaluenga | Noreste: El Barraco            |
| Oeste: Piedralaves                         |                   | Este: Sotillo de la Adrada     |
| Suroeste: La Iglesuela del Tiétar (Toledo) | Sur: Fresnedilla  | Sureste: Higuera de las Dueñas |

### Clima
Según la clasificación climática de Köppen y los datos de la tabla a continuación, La Adrada presenta un clima mediterráneo Csa (templado con verano seco y caluroso). Las precipitaciones totales (con un máximo durante el invierno) son abundantes al igual que en el resto de municipios en la vertiente sur de la sierra de Gredos, aunque el verano es seco.
| Parámetros climáticos promedio de La Adrada en el periodo 1961-1998 | Parámetros climáticos promedio de La Adrada en el periodo 1961-1998 | Parámetros climáticos promedio de La Adrada en el periodo 1961-1998 | Parámetros climáticos promedio de La Adrada en el periodo 1961-1998 | Parámetros climáticos promedio de La Adrada en el periodo 1961-1998 | Parámetros climáticos promedio de La Adrada en el periodo 1961-1998 | Parámetros climáticos promedio de La Adrada en el periodo 1961-1998 | Parámetros climáticos promedio de La Adrada en el periodo 1961-1998 | Parámetros climáticos promedio de La Adrada en el periodo 1961-1998 | Parámetros climáticos promedio de La Adrada en el periodo 1961-1998 | Parámetros climáticos promedio de La Adrada en el periodo 1961-1998 | Parámetros climáticos promedio de La Adrada en el periodo 1961-1998 | Parámetros climáticos promedio de La Adrada en el periodo 1961-1998 | Parámetros climáticos promedio de La Adrada en el periodo 1961-1998 |
| Mes | Ene.                                                                | Feb.                                                                | Mar.                                                                | Abr.                                                                | May.                                                                | Jun.                                                                | Jul.                                                                | Ago.                                                                | Sep.                                                                | Oct.                                                                | Nov.                                                                | Dic.                                                                | Anual                                                               |
| --- | ------------------------------------------------------------------- | ------------------------------------------------------------------- | ------------------------------------------------------------------- | ------------------------------------------------------------------- | ------------------------------------------------------------------- | ------------------------------------------------------------------- | ------------------------------------------------------------------- | ------------------------------------------------------------------- | ------------------------------------------------------------------- | ------------------------------------------------------------------- | ------------------------------------------------------------------- | ------------------------------------------------------------------- | ------------------------------------------------------------------- |
| Temp. media (°C) | 6.7                                                                 | 7.8                                                                 | 10.5                                                                | 12.3                                                                | 16.0                                                                | 20.9                                                                | 25.8                                                                | 26.0                                                                | 22.1                                                                | 16.2                                                                | 10.3                                                                | 7.0                                                                 | 15.1                                                                |
| Precipitación total (mm) | 132.0                                                               | 106.2                                                               | 74.7                                                                | 94.1                                                                | 85.3                                                                | 49.10                                                               | 16.9                                                                | 15.3                                                                | 43.7                                                                | 105.1                                                               | 134.8                                                               | 141.5                                                               | 998.6                                                               |
| Fuente: Ministerio de Agricultura, Alimentación y Medio Ambiente. Datos de precipitación para el periodo 1961-1998 y de temperatura para el periodo 1961-1998 en La Adrada |                                                                     |                                                                     |                                                                     |                                                                     |                                                                     |                                                                     |                                                                     |                                                                     |                                                                     |                                                                     |                                                                     |                                                                     |                                                                     |

## Historia
No conocemos hoy en día el origen de la población pero se han detectado diversos vestigios romanos (como el puente Mocha sobre el Tiétar) y se especula con la posibilidad de un asentamiento celta en el cerro donde hoy en día se sitúa el castillo. 
Edad Media

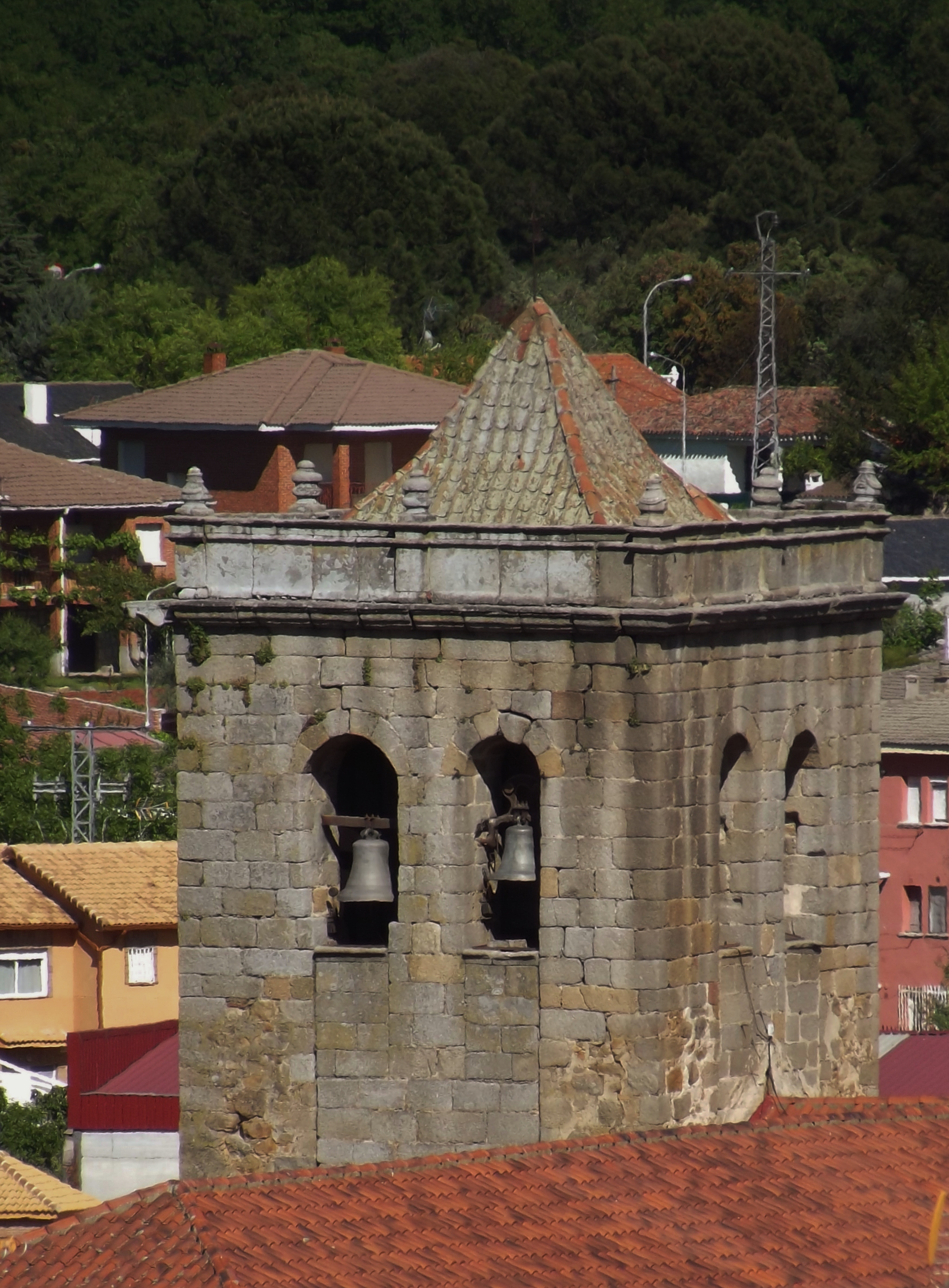
Campanario de la iglesia de La Adrada

Durante el periodo de al-Ándalus se considera probable que la localidad constituyera una de las aldeas del valle del Tiétar ya existentes en las que habitara una mezcla de población musulmana y mozárabe. Ya se conocía su existencia en el año 1250. En 1274 el concejo de Ávila concede a la aldea en precario la posibilidad de roturar en un heredamiento en el puerto de la Avellaneda; la cesión es ratificada por el monarca Fernando IV en 1305, aunque esta se configura sobre un territorio más amplio, asimilable al del futuro señorío de La Adrada. Desde mediados del siglo XIII, propiciado por la transformación del medio mediante la deforestación y las roturaciones, el valle del Tiétar se convirtió en una zona con un aprovechamiento variado en cuanto al sector primario (viñedos, cera, miel, castañas, aceite, árboles frutales, cereal —aunque este no llegó a adquirir una importancia dominante en la economía—, madera de los pinares, ganadería o la caza).

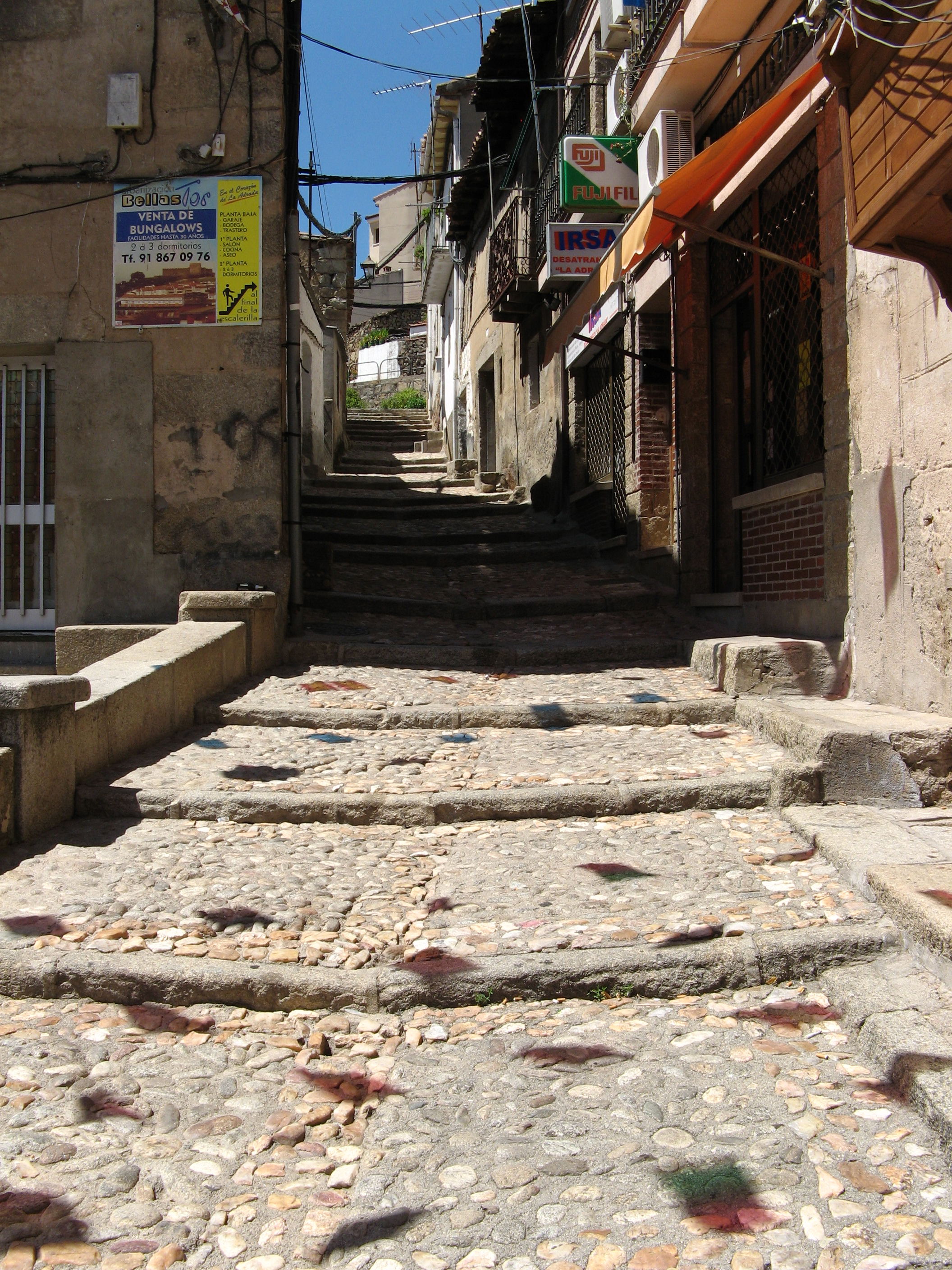
Calle de la localidad

El 14 de octubre de 1393 Enrique III concedió en Madrid el privilegio de villazgo a la aldea de La Adrada.
Fue Ruy López Dávalos quien logró dicha secesión de Ávila, convirtiéndola en villa núcleo de un señorío que comprendía también las aldeas de Sotillo de la Adrada, La Iglesuela, Piedralaves, Casavieja, Fresnedilla y Casillas. Estas posesiones, por causa de la caída de favor de López Dávalos, fueron enajenadas por Juan II en 1422, y un año más tarde, en 1423, se concedió el señorío a Álvaro de Luna. En este periodo las tierras de la Adrada fueron repobladas al parecer por gentes oriundas de La Estrada (Galicia) y Cinco Villas (Navarra).[cita requerida] En el siglo XV, tras un corto periodo en manos de Álvaro de Luna y posteriormente de su esposa Juana de Pimentel tras su caída en desgracia, el señorío pasaría a manos de Mencía de Mendoza, esposa de Beltrán de la Cueva; el 25 de agosto de 1465 el rey, que había confiscado la villa a Juana de Pimentel y a Juan de Luna, se la concedió a esta última. El hijo de Beltrán de la Cueva, Antonio de la Cueva se convertiría en el origen del marquesado de La Adrada. El V marqués de la Adrada, Juan Francisco de Leyva y de la Cerda (1604-77) llegaría en el futuro a convertirse en virrey de Nueva España. Con la obtención del título de villa, La Adrada obtiene la facultad de celebrar un mercado semanal y la feria anual de Todos los Santos (en los primeros quince días de noviembre). En esta, según testimonios de la época, se traficaba, entre otros géneros, con tejidos, ganados, armas, vinos, pieles, esclavos, etc.
Edad Moderna
En el siglo XVI la vida corriente de las gentes se impregna de un fuerte sello religioso. Entre las numerosas cofradías destaca por su espectacularidad la de la Sangre (fundada en 1555). El Jueves Santo a lo largo de dos kilómetros —con inicio y final en la iglesia y escala en la desaparecida ermita de la Sangre— dos filas de nazarenos se azotaban la espalda descubierta hasta teñirla de rojo con una cuerda trenzada de esparto y ensartada de puntas de hierro.
En 1627 se inicia un tortuoso pleito entre Ávila y el señorío de La Adrada. Aquella reclama la restitución de la dehesa de la Avellaneda, pero los regidores y vecinos de La Adrada se acogen al "Santa Rita, Rita…", encarcelando a sendos jueces reales (Rodrigo Martín y Antonio Flores) que pretendieron sucesivamente ejecutar el auto judicial que daba la razón a los abulenses.
Al fin, tras veintitrés años de pleitos, ambos concejos firman la paz en 1651, año en que se firma una escritura de Concordia. Los pueblos del señorío se quedaron con la Avellaneda a cambio del pago a Ávila de dos censos (préstamos a muy largo plazo): El último no se extinguió hasta 1970, año en que todavía se pagaban 150 pesetas anuales.

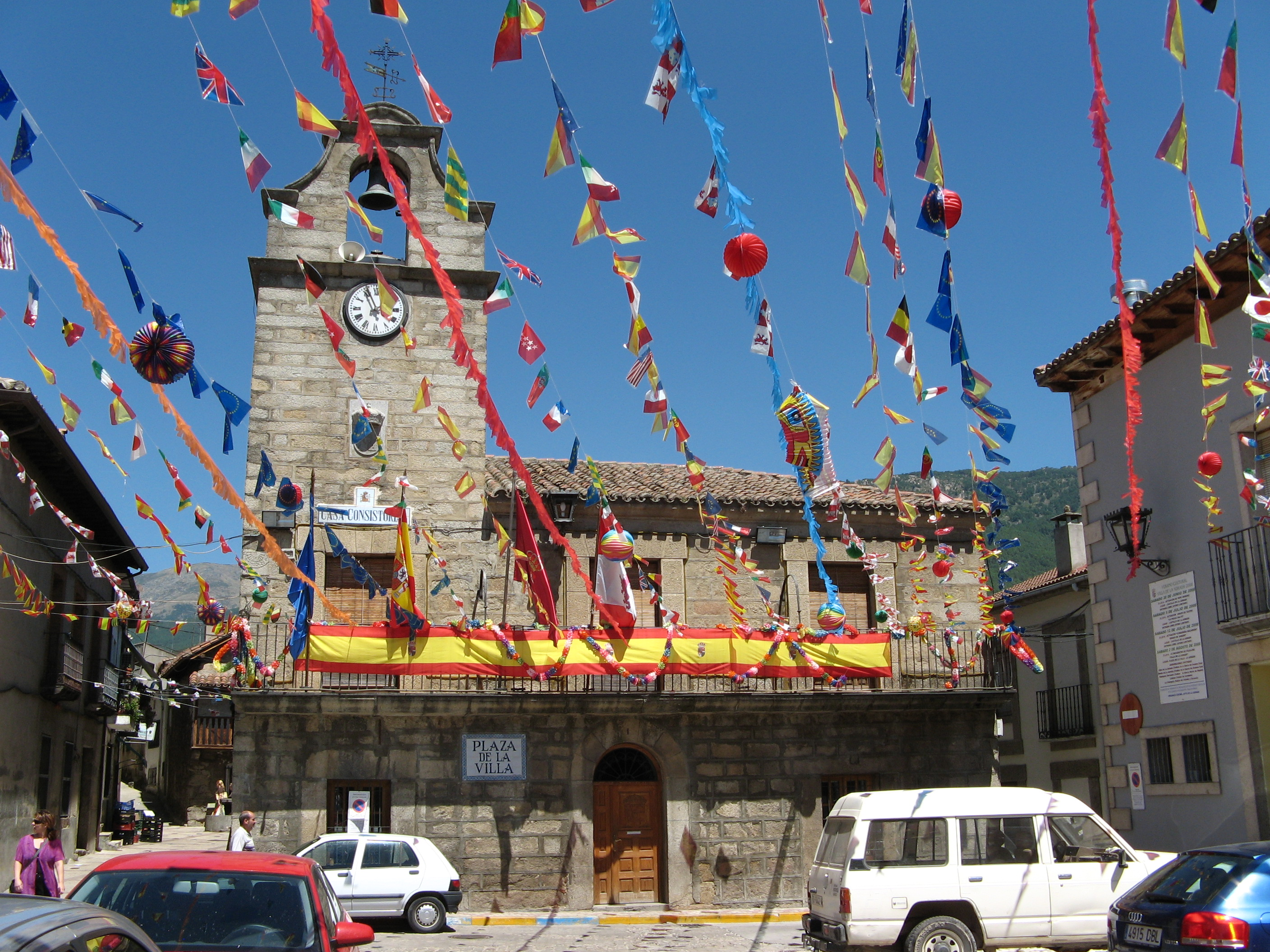
Ayuntamiento del municipio

En el siglo XVIII el catastro de Ensenada recoge la proliferación de numerosos molinos harineros (hasta nueve en el XIX), casi todos ellos en la garganta de Santa María, excepto dos enclavados a orillas del río Tiétar. Había además una almazara y un batán.
Existía también un hospital para viajeros pobres y vagabundos que proporcionaba 12 reales a los pobres de solemnidad cuando caían enfermos. Se trata al parecer de la antigua Casa de los Jerónimos (calle Larga, 1, esq. con la plaza Mayor), desde la cual los monjes del Escorial explotaron sendos molinos de papel en el municipio entre 1721 y 1830. La producción alcanzó su cénit a finales del siglo XVIII (40 600 resmas) y el género de mayor calidad se destinó a imprimir bulas de la Santa Cruzada de Toledo' (privilegios para que los fieles pudieran comer carne en Cuaresma a cambio de un donativo).

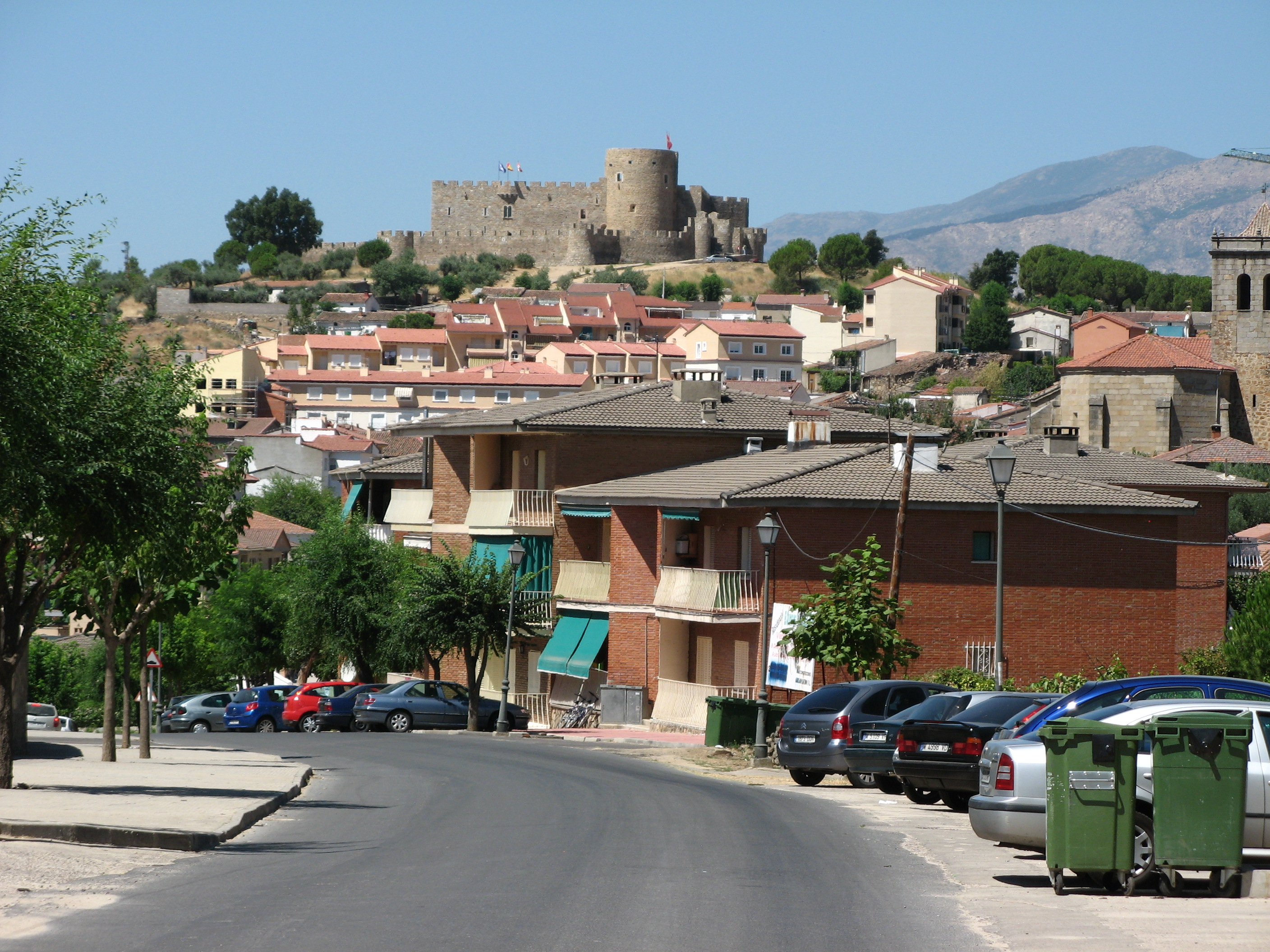
Vista de la localidad desde el este, con el castillo de La Adrada al fondo sobre una colina.

Tomás de Montes y Corral (1678-1744), natural de Medina de Rioseco (Valladolid), fuera largos años párroco de la villa. Doctor en Teología, participó como académico en la redacción del primer "Diccionario de Autoridades" (1724) de la Real Academia Española. Murió en Casavieja en 1744 de la mordedura de un perro infectado de rabia.

## Demografía
La Adrada cuenta con una población de 2796 habitantes (INE 2024).
| Gráfica de evolución demográfica de La Adrada entre 1842 y 2021                                                                                                  |
| |
| Población de derecho según los censos de población del INE. Población de hecho según los censos de población del INE.En estos censos se denominaba Adrada: 1842. |

Su población puede multiplicarse por dos en las fechas de fiestas en agosto y en su famoso Mercado Medieval, con gran prestigio en la zona.[cita requerida]

## Monumentos y lugares de interés

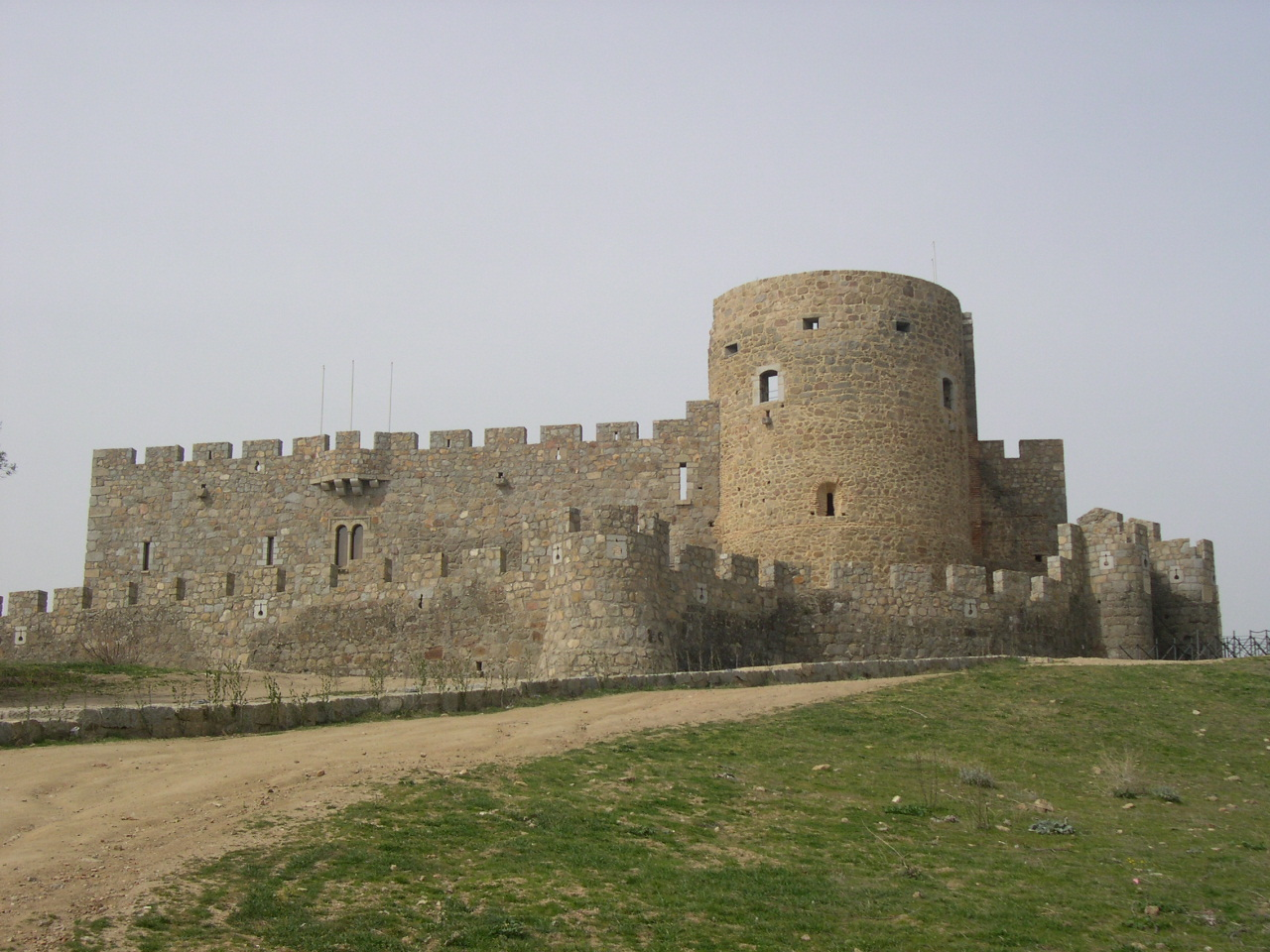
Castillo de La Adrada

Su monumento más importante es el castillo de La Adrada, del siglo XIV y recientemente restaurado, que alberga el centro de interpretación histórica del Valle del Tiétar. Este castillo perteneció a Álvaro de Luna, valido del rey Juan II de Castilla.
El pueblo también cuenta con una iglesia y una ermita de la época del castillo. Otro monumento destacable es la iglesia parroquial, que data del siglo XVI, y también merece la pena visitar la plaza de la Villa y sus alrededores.